# Religions for Peace

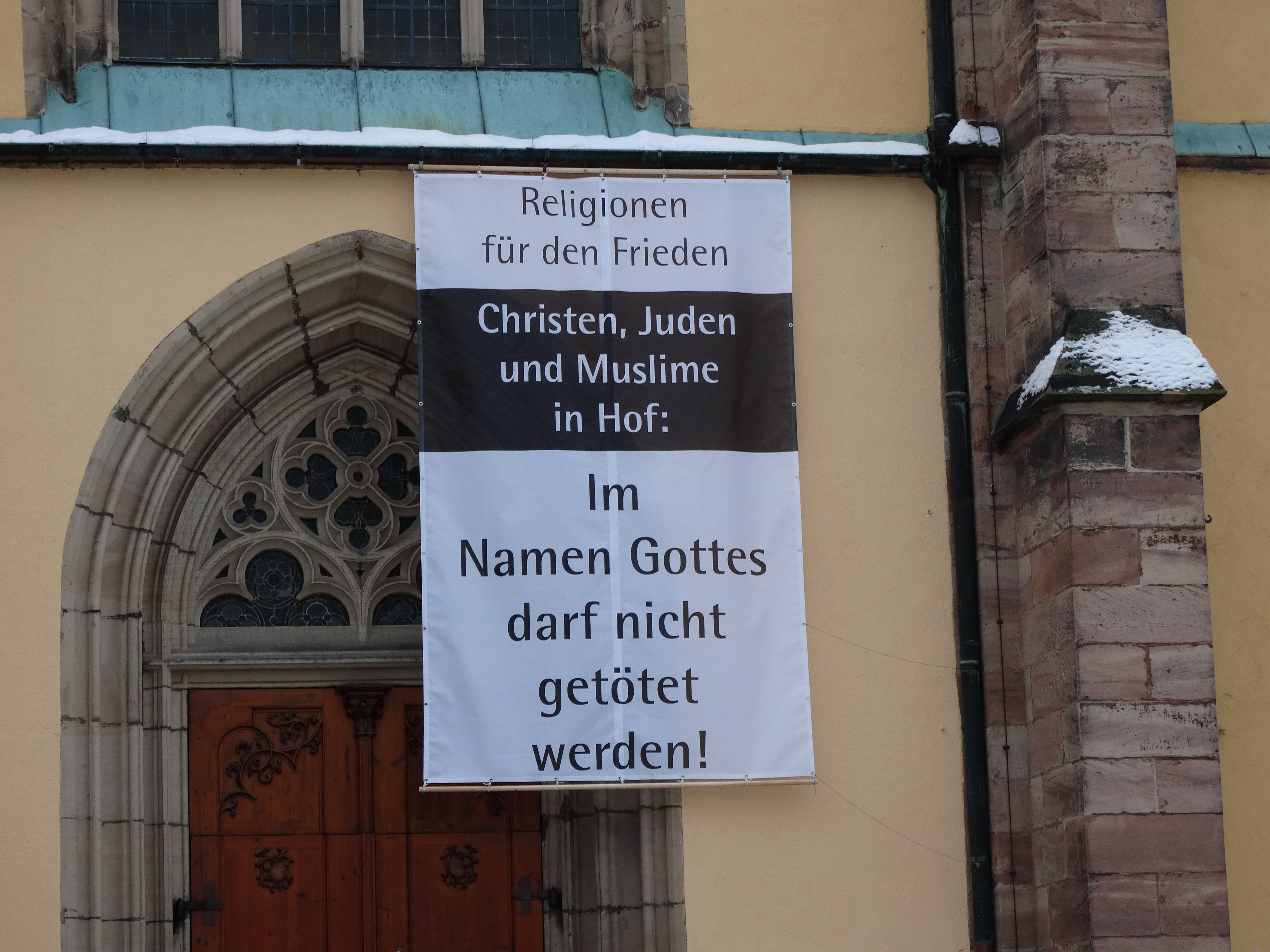
Spruchband an der St. Marienkirche in Hof

Religions for Peace (RfP), auch bekannt als World Conference of Religions for Peace (WCRP), ist eine internationale Nichtregierungsorganisation mit Sitz in New York City, die sich zum Ziel gesetzt hat, durch interreligiösen Dialog Friedensarbeit zu leisten. Seit ihren Anfängen im Jahr 1961 hat sie neun weltweite Konferenzen der Religionsvertreter organisiert und ist heute in über 70 Ländern vernetzt.

## Geschichte
Unter dem Eindruck der zerstörerischen Gewalt des Zweiten Weltkriegs und der atomaren Bedrohung im Kalten Krieg begannen Vertreter verschiedener Weltreligionen im Jahr 1961, ein „Gipfeltreffen“ der Religionsvertreter vorzubereiten, um so die Anhänger möglichst vieler Religionen zu gemeinsamen Aktionen für den Frieden zu mobilisieren. Diese erste „Weltkonferenz“ fand vom 16. bis zum 21. Oktober 1970 in Kyōto statt und führte zur formalen Gründung von Religions for Peace als eigenständiger Organisation.
In Abständen von etwa fünf Jahren wurden seitdem neun weitere Weltkonferenzen an verschiedenen Orten abgehalten, zuletzt 2019 in Lindau (Bodensee). Darüber hinaus wurden zahlreiche Zweigorganisationen auf internationaler, nationaler und lokaler Ebene gegründet.

### Deutschland
1988 entstand die erste deutsche WCRP-Gruppe in Mainz. Inzwischen sind unter der Dachorganisation RfP Deutschland dreizehn Ortsgruppen vernetzt: Aachen, Augsburg/Schwaben, Berlin, Hannover, Heilbronn, Kassel, Köln/Bonn, München, Nürnberg, Osnabrück, Regensburg, Rhein-Main, Stuttgart und Witten.
Religions for Peace Deutschland hat neben den 12 Ortsgruppen in den Bundesländern auch Einzelmitglieder.

### Österreich
Religions for Peace Austria wurde im Jahr 1985 gegründet und hat seinen Sitz in Wien. Die österreichische WCRP-Gruppe veranstaltet Seminare, Tagungen, Konferenzen mit Nachbarländern, Ausstellungen und Round-Table-Treffen der religious leaders. Präsident von Religions for Peace Austria ist Petrus Bsteh.

## Ziele und Aktivitäten
Die Zielvorgaben werden in der Satzung von RfP Deutschland folgendermaßen formuliert: „‚Religions for Peace/WCRP-Deutschland‘ lädt Menschen aller Religionen ein, sich gemeinsam auf der Grundlage der Friedenswerte ihrer Religion für den Frieden einzusetzen. (…) ‚Religions for Peace/WCRP-Deutschland‘ will die Bedeutung der Religionen bewusst machen, besonders im Hinblick auf Frieden, gegenseitiges Verstehen, Gerechtigkeit und Ökologie.“
Der Schwerpunkt des interreligiösen Dialogs liegt bei RfP also weniger im Bereich der theologisch-dogmatischen Wahrheitsfindung als im Bereich des praktisch-ethischen Handelns. Durch Treffen von Religionsvertretern und engagierten Gläubigen aus möglichst vielen verschiedenen Religionsgemeinschaften soll eine Vertrauensbasis geschaffen werden, um Probleme gemeinsam bewältigen und auch im Konfliktfall gemeinsam reagieren zu können.
Weltweit arbeitet RfP in Krisenregionen (Irak, Sri Lanka, Sudan, Israel/Palästina, Korea u. a.) gemeinsam mit lokalen Religionsvertretern an Konfliktlösungen und gewaltpräventiven Maßnahmen mit.
Nach dem russischen Überfall auf die Ukraine 2022 entschied sich RfP, den Aggressor nicht beim Namen zu nennen, sondern es bei allgemeinen Appellen für den Frieden zu belassen (Stand: 6. April 2022).

## Weltkonferenzen
| Ort                             | Dauer                            | Beschreibung |
| ------------------------------- | -------------------------------- | --- |
| Kyōto                           | 16. bis 21. Oktober 1970         | Das Treffen führte zur formalen Gründung von Religions for Peace als eigenständiger Organisation. |
| Löwen                           | 1974                             | [ 4 ] |
| Princeton                       | 29. August bis 7. September 1979 | |
| Nairobi                         | 1984                             | [ 5 ] |
| Melbourne                       | 1989                             | Auf dieser Weltversammlung wurde das erste Mal die Tradition der indigenen Religionen berücksichtigt, d. h. für Australien die Aborigines. |
| Vatikanstadt und Riva del Garda | 3. bis 11. November 1994         | „Krieg im Namen der Religion zu führen, ist ein schreiender Widerspruch“, sagte Johannes Paul II. zur Eröffnung der sechsten Weltkonferenz, die im Vatikan stattfand und dann in Riva del Garda fortgesetzt wurde. Unter den rund 800 Teilnehmerinnen und Teilnehmern befanden sich unter anderen der anglikanische Erzbischof von Kapstadt, Friedensnobelpreisträger Desmond Tutu, der Generalsekretär des Weltkirchenrates, Konrad Raiser, der römische Großrabbiner Elio Toaff, der Vorsitzende der Islamischen Weltliga, Mohammed al Harkan, der saudische Prinz Mohammed Bin Faisal al Saud und der Vorsitzende der Allchinesischen Buddhistischen Vereinigung, Zhao Puchu.                               |
| Amman                           | 25. bis 29. November 1999        | Hauptredner waren das Oberhaupt der Weltorthodoxie, der Ökumenische Patriarch von Konstantinopel, Bartholomaios I., der anglikanische Primas Erzbischof George Carey (Canterbury), der neue indonesische Staatspräsident Abdurrahman Wahid, Weltbank-Präsident James Wolfensohn sowie Staatspräsident Ahmad Tejan Kabbah (Sierra Leone). Die Abschlussrede hielt die Gründerin der Fokolar-Bewegung und WCRP-Vizepräsidentin Chiara Lubich. |
| Kyōto                           | 28. bis 31. August 2006          | Zu dem viertägigen Treffen waren mehr als 800 religiöse Führungspersönlichkeiten aus aller Welt angereist. Zu den Teilnehmern gehörten der frühere iranische Staatspräsident Mohammed Chatami, UNICEF-Direktorin Ann Veneman sowie der Präsident des Internationalen Jüdischen Komitees für den interreligiösen Dialog, Oberrabbiner David Rosen. Die katholische Kirche war vertreten durch den früheren Präsidenten des päpstlichen Rates für die Migrantenseelsorge, den japanischen Kardinal Stephen Fumio Hamao, und den bolivianischen Kardinal Julio Terrazas. |
| Wien                            | 20. bis 22. November 2013        | Rund 600 Religionsführer aus mehr als 100 Ländern nahmen daran teil, u. a. die Kardinäle Raymundo Assis (Brasilien), die Fokolarbewegungs-Präsidentin Maria Voce, Weltkirchenrats-Generalsekretär Olav Fykse Tveit, Gandhi-Enkelin Ela Gandhi und der UNO-Beauftragte der „Aliance of Civilizations“, Nassir Abdulaziz Al-Nasser. Das Abschlussplenum zum Thema „Mobilizing Action for Human Dignity“ (Mobilisierung von Taten für die Menschenwürde) am Freitag wurde vom Ökumenischen Patriarchen Bartholomaios I. – er nahm an der gesamten Tagung teil –, Großmufti Scheich Shaban Mubajje (Kampala) und Dharma-Meister Sitagu Sayadew (Rangoon) geleitet. Es stand im Zeichen von Best-practise-Modellen. |
| Lindau (Bodensee)               | 19. bis 23. August 2019          | Rund 900 Vertreter von 17 Religionen aus mehr als 100 Ländern nahmen teil. Die Konferenz stand unter dem Motto „Für unsere gemeinsame Zukunft sorgen – das Gemeinwohl für alle fördern“. Von dem Treffen sollten zwei große Impulse ausgehen: für den Schutz heiliger Stätten und gegen sexuelle Gewalt an Frauen. |